# Natalie Geisenberger
Natalie Geisenberger (Múnich, 5 de febrero de 1988) es una deportista alemana que compite en luge en la modalidad individual.
Participó en cuatro Juegos Olímpicos de Invierno, obteniendo en total siete medallas, bronce en Vancouver 2010, en la prueba individual, dos oros en Sochi 2014, en las pruebas individual y por equipo (junto con Felix Loch, Tobias Wendl y Tobias Arlt), dos oros en Pyeongchang 2018, individual y por equipo (con Johannes Ludwig, Tobias Wendl y Tobias Arlt), y dos oros en Pekín 2022, individual y por equipo (con Johannes Ludwig, Tobias Wendl y Tobias Arlt).
Ganó 16 medallas en el Campeonato Mundial de Luge entre los años 2008 y 2021, y 14 medallas en el Campeonato Europeo de Luge entre los años 2008 y 2022.

## Palmarés internacional
| Juegos Olímpicos   | Juegos Olímpicos             | Juegos Olímpicos  | Juegos Olímpicos       |
| Año                | Lugar                        | Medalla           | Prueba                 |
| ------------------ | ---------------------------- | ----------------- | ---------------------- |
| 2010               | Vancouver (Canadá)           | Medalla de bronce | Individual             |
| 2014               | Sochi (Rusia)                | Medalla de oro    | Individual             |
| 2014               | Sochi (Rusia)                | Medalla de oro    | Equipo                 |
| 2018               | Pyeongchang (Corea del Sur)  | Medalla de oro    | Individual             |
| 2018               | Pyeongchang (Corea del Sur)  | Medalla de oro    | Equipo                 |
| 2022               | Pekín (China)                | Medalla de oro    | Individual             |
| 2022               | Pekín (China)                | Medalla de oro    | Equipo                 |
| Campeonato Mundial |                              |                   |                        |
| Año                | Lugar                        | Medalla           | Prueba                 |
| 2008               | Oberhof (Alemania)           | Medalla de plata  | Individual             |
| 2009               | Lake Placid (Estados Unidos) | Medalla de oro    | Equipo                 |
| 2009               | Lake Placid (Estados Unidos) | Medalla de plata  | Individual             |
| 2011               | Cesana (Italia)              | Medalla de plata  | Individual             |
| 2012               | Altenberg (Alemania)         | Medalla de bronce | Individual             |
| 2013               | Whistler (Canadá)            | Medalla de oro    | Individual             |
| 2013               | Whistler (Canadá)            | Medalla de oro    | Equipo                 |
| 2015               | Sigulda (Letonia)            | Medalla de oro    | Individual             |
| 2015               | Sigulda (Letonia)            | Medalla de oro    | Equipo                 |
| 2016               | Königssee (Alemania)         | Medalla de oro    | Individual             |
| 2016               | Königssee (Alemania)         | Medalla de plata  | Individual (velocidad) |
| 2016               | Königssee (Alemania)         | Medalla de oro    | Equipo                 |
| 2019               | Winterberg (Alemania)        | Medalla de oro    | Individual             |
| 2019               | Winterberg (Alemania)        | Medalla de oro    | Individual (velocidad) |
| 2019               | Winterberg (Alemania)        | Medalla de bronce | Equipo                 |
| 2021               | Königssee (Alemania)         | Medalla de plata  | Individual             |
| Campeonato Europeo |                              |                   |                        |
| Año                | Lugar                        | Medalla           | Prueba                 |
| 2008               | Cesana (Italia)              | Medalla de oro    | Individual             |
| 2013               | Oberhof (Alemania)           | Medalla de oro    | Individual             |
| 2013               | Oberhof (Alemania)           | Medalla de oro    | Equipo                 |
| 2015               | Sochi (Rusia)                | Medalla de plata  | Individual             |
| 2017               | Königssee (Alemania)         | Medalla de oro    | Individual             |
| 2017               | Königssee (Alemania)         | Medalla de oro    | Equipo                 |
| 2018               | Sigulda (Letonia)            | Medalla de plata  | Individual             |
| 2018               | Sigulda (Letonia)            | Medalla de plata  | Equipo                 |
| 2019               | Oberhof (Alemania)           | Medalla de oro    | Individual             |
| 2019               | Oberhof (Alemania)           | Medalla de plata  | Equipo                 |
| 2021               | Sigulda (Letonia)            | Medalla de plata  | Individual             |
| 2021               | Sigulda (Letonia)            | Medalla de bronce | Equipo                 |
| 2022               | St. Moritz (Suiza)           | Medalla de oro    | Individual             |
| 2022               | St. Moritz (Suiza)           | Medalla de plata  | Equipo                 |